# Elphidiononion
Elphidiononion es un género de foraminífero bentónico considerado un sinónimo posterior de Cribroelphidium de la subfamilia Elphidiinae, de la familia Elphidiidae, de la superfamilia Rotalioidea, del suborden Rotaliina y del orden Rotaliida. Su especie tipo era Polystomella poeyana. Su rango cronoestratigráfico abarcaba el Holoceno.

## Clasificación
Elphidiononion incluía a las siguientes especies:
- Elphidiononion charlottensis
- Elphidiononion elegantum
- Elphidiononion poeyana

Otra especie considerada en Elphidiononion es:
- Elphidiononion simplex, aceptado como Haynesina simplex